# Marcelo Ríos
Marcelo Andrés Ríos Mayorga (n. 26 decembrie 1975, Santiago de Chile, Chile) este un fost jucător chilian de tenis numărul 1 mondial. Supranumit „El Chino” („Chinezul”) și „El zurdo de Vitacura” („Sângacul de la Vitacura ”), a devenit primul jucător latino-american care a ajuns pe primul loc în clasamentul de simplu al ATP, în martie 1998, deținând poziția timp de șase săptămâni. De asemenea, a deținut primul poziție în clasament la juniori. La 1,75 m, Ríos este cel mai scund bărbat care a deținut locul 1 în tenisul masculin.
Ríos a fost primul jucător care a câștigat toate cele trei turnee Masters Series pe zgură (Monte Carlo, Roma și Hamburg) de la începutul formatului în 1990. De asemenea, a fost al treilea om din istorie (după Michael Chang și Pete Sampras) care a finalizat Sunshine Double în 1998 (câștigând Indian Wells și Miami Masters în același an). În ciuda celor cinci titluri de Masters, Ríos este singurul jucător din era deschisă care a fost numărul 1 mondial fără a câștiga vreodată un Grand Slam la simplu. Cel mai bun rezultat major al său a fost ca finalist la Australian Open 1998, pierzând în fața lui Petr Korda în seturi consecutive.
Ríos s-a retras devreme din tenisul profesionist în iulie 2004, după o accidentare la spate. El a jucat ultimul său turneu de nivel ATP Tour la doar 27 de ani la French Open 2003.